# 고통 (소설)
고통(La Douleur)은 ≪연인≫으로 프랑스에서 콩쿠르 상을 수상한 마르그리트 뒤라스의 자전적인 이야기이자 일종의 레지스탕스 문학이다. 이 책에는 표제작인 ＜고통＞을 비롯해 ＜이 글에서 라비에라 불리는 X씨＞, ＜카피탈 카페의 알베르＞, ＜친독 민병대원 테르＞, ＜꺾어진 쐐기풀＞, ＜파리의 오렐리아＞등 모두 여섯 작품이 실렸다. 이 책을 통해 뒤라스 문학의 또 다른 매력 더불어 힘을 느낄 수 있다.

## 배경
＜고통＞은 1943~1945년, 나치에 의해 포로수용소에 정치 유형수로 끌려갔던 남편 로베르 앙텔므를 기다리는 동안 쓰인 뒤라스의 일기문이다. 희망과 절망의 교차, 기다림 등이 ‘고통’이라는 제목 아래 진솔하고 간결한 문체로 표현되어 있다. 뒤라스는 ＜고통＞의 서문에서 문학이 자신에게 수치스럽게 느껴질 정도로 ＜고통＞은 자신의 생에서 “가장 중요한 일 중의 하나”라고 고백한다. 40여 년 후 이 원고를 다시 대하면서 “건드릴 생각조차 못했던 사고와 감정의 놀라운 혼돈과 마주치게 된 것이다. 이런 사고, 감정과 견주어 볼 때  문학이란 내게 수치스럽게 느껴진다”고 말하고 있다. 이 글은 프랑스에서 1985년 출간된다. 일기에 나오는 대로 뒤라스는 글에서 로베르 L이라 지칭되는 남편 로베르 앙텔므가 강제 포로수용소에서 살아 돌아온 후 그와 이혼하고, 이 글에서 D로 지칭되는 디오니스 마스콜로의 아들 장을 낳게 된다. 갈리마르 출판사에서 일하던 디오니스 마스콜로와도 몇 년 후 결별하게 되지만, 로베르 앙텔므와 디오니스 마스콜로는 뒤라스의 평생의 친구로 남는다.
뒤라스는 ≪고통≫이라는 한 권의 책에 동일한 제목의 일기뿐 아니라 몇 편의 단편들을 함께 싣고 있다. ＜이 글에서 라비에라 불리는 X씨＞는 남편이 체포된 뒤 한 게슈타포와의 만남을 이야기하고 있다. 이 글은 허구라는 단편소설의 형식을 차용하지만 앙텔므를 체포했던 게슈타포인 샤를르 뒤발과의 관계에 관한 이야기로 읽힌다. 레지스탕스 활동과는 모순되게 이 시기 게슈타포나 친독 성향의 작가들과 가까이했던 뒤라스의 전적은 뒤라스 사후 다양한 논란을 제공했는데, 뒤라스는 남편이 강제 포로수용소에 있는 동안 남편을 구하기 위해  뒤발의 정부가 되기도 한다. 1944년 파리가 해방되었을 때 뒤발은 체포되어 사형을 당하게 된다. 이러한 전적으로 뒤라스는 1987년 나치 전범 클라우스 바르비의 재판에 증인으로 채택되지만, 재판의 출석과 증언을 거부했다.
＜카피탈 카페의 알베르＞와 ＜친독 민병대원 테르＞에서는 나치의 패전 직후 나치 독일에 협력한 프랑스인들을 단죄하는 이야기가 전개된다. 뒤라스가 이 글의 서문에서 밝혔듯이 ‘테레즈’라는 가명으로 뒤라스는 자신의 이야기를 하고 있다. 게슈타포에게 쫓기고 감시받고 체포되어서는 고문을 받거나 포로수용소로 보내졌던 레지스탕스들은 이제 나치에 협력했던 친독 민병대원들을 취조하고 고문한다. 해방과 함께 가해자와 피해자의 위치가 바뀐 것이다. 또한 ＜카피탈 카페의 알베르＞와 ＜친독 민병대원 테르＞에서는 나치 패망 직후 해방을 맞은 당시 프랑스의 분위기를 레지스탕스 대원들의 관점에서 보여 주기도 한다.
＜꺾어진 쐐기풀＞은 조용한 파리 외곽에서 점심을 먹는 한 노동자와 이방인, 한 아이를 중심으로 벌어지는 이야기를 다루고 있다. 이 단편의 서문에서 뒤라스는 이 글은 허구이며, 계급투쟁을 다루고 있다는 점에서 자신이 공산당에 가입한 시기에 집필했을 것이라고 추정한다. 말끔하고 고급스러운 차림새의 이방인과 사고로 손가락이 절단된 노동자 뤼시앵의 대화는 쐐기풀을 매개로 이루어지지만, 전쟁과 나치 점령 시대가 끝났음을 암시할 뿐이다. 뒤라스는 서문에서 이방인을 레지스탕스의 감시에서 탈출한 친독 민병대원 테르로 상상할 것을 권유한다.
＜파리의 오렐리아＞는 전쟁의 포격 속에서 오렐리아를 죽음에서 지키려는 아주머니와 천진난만한 어린 오렐리아의 이야기가 아름답게 묘사된 단편이다. 이 단편은 연극으로 무대에 오르기도 했다. 나치 정권에서 유대인이라는 이유로 게슈타포에게 끌려가게 된 부부는 아이를 살리기 위해 체포되기 직전 알지 못하는 이웃에게 시장을 보러 가야 하니 아이를 잠깐 맡아 달라며 아이를 맡기고는 체포된다. 얼결에 아이를 맡게 된 아주머니는 유대인 아이인 오렐리아를 사랑으로 키우며 보호한다. 끊임없이 자신의 부모에 대해 물으며 호기심과 천진난만함을 지닌 오렐리아와 오렐리아를 죽음에서 지키는 것이 삶의 의미가 되어 버린 아주머니의 이야기가 서정적으로 전개된다. 3인칭으로 시작된 소설의 마지막은 허구의 이야기를 쓰는 오렐리아 스타이너의 관점으로 변한다. ＜파리의 오렐리아＞는 ≪고통≫에 실린 다른 단편들과 같은 주제를 다루고 있지만, 뒤라스 특유의 함축이 특히 잘 드러나는 글이기도 하다.